# Отряд курят кун-фучих
Отряд курят кун-фучих (англ. «Chop Socky Chooks») — британско-канадский 3D-мультсериал, спродюсированный компаниями Aardman Animations и Decode Entertainment.
Транслировался на телеканале Cartoon Network с 7 марта 2008 по 24 июля 2009.

## Сюжет
В мультсериале три курицы, владеющие кунг-фу, живут и работают в огромном супермаркете, которым владеет их главный враг — Доктор Васаби. Курятам приходится спасать город от нередко происходящих происшествий, которые вызываются злыми планами, глупостью, случайными происшествиями с Васаби.

## Персонажи

### Крутые курята
- Чаки Чан — когда-то учился у Мастера Йоши, изучая боевой стиль «Пау Кунг». Его дневная работа — обучать молодежь Мира Васаби боевым искусствам. У него был давний соперник по имени Коби/Кобура. Его боевая одежда похожа на то, что носили мастера боевых искусств. Он, как известно, использует пословицы почти в каждом эпизоде. Его боевое оружие — это его духовная энергия ци. Он основан на различных гонконгских мастерах боевых искусств и назван в честь Джеки Чана.
- Кей-О-Джо — фанк-крестоносец команды. Было показано, что он боялся жуков после того, как в детстве они заползали в его афро. Днем он работает в магазине комиксов. Он показал отличные навыки обращения с проблемной молодежью, катания на скейтборде и, как известно, ловеласа. Его боевая одежда похожа на то, что люди носили ещё в 70-х годах. Его боевое оружие — захватный крюк, который крепится на его причёске. Позже выяснилось, что он сын Бэнтама. Он основан на Джиме Келли.
- Чик Пи — самая зрелая в команде и единственная женщина, обладающая наибольшими лидерскими качествами. В детстве у неё была лучшая подруга по имени Они (в настоящее время злодейка, известная как Мёртвый Глаз), которого она сыграла в «Блефе слепого». У неё личные проблемы с доктором Васаби, который разрушил её дом, чтобы построить мир Васаби. Днем она работает электриком в «Мире Васаби». Её боевая одежда похожа на ту, что носили женщины в старые времена Китая. Её боевое оружие — её острые веера. Она основана на Люси Лю.

### Основные злодеи
- Доктор Васаби — правитель мира Васаби и главный антагонист шоу. Это маленькая пиранья, одетая в одежду космонавта с водой внутри (чтобы он мог дышать) и говорит с немецким акцентом. Он контролирует все места в мире Васаби, но понятия не имеет, кто такие Отряд курят кун-фучих. Он вооружен своим главным приспешником Буббой и его шимпанзе-ниндзя. Его имя произошло из-за его зелёного цвета кожи, похожего на васаби.
- Бубба — здоровый бугай в костюме с цилиндром, но без ботинок. Хоть он и не отличается большим умом, а на первых порах и вовсе был неграмотным, но у него большое сердце. Несмотря на глупость, он обладает недюжинной физической силой, а помимо этого и вовсе время от времени оказывается полезным. Его любимый герой комиксов — Капитан Таракан. Он любит читать комиксы после того, как научился читать.
- Ниндзя-шимпанзе — группа шимпанзе, обученных ниндзюцу, которые служат пехотинцами доктора Васаби.

## Список серий
| #  | Название                                                                      | Дата премьеры (в США) |
| -- | ----------------------------------------------------------------------------- | --------------------- |
| 1  | «Игра окончена, курята!» «Game Over Chooks!»                                  | 8 марта 2008          |
| 2  | «Большой плохиш Бубба» «Big Bad Bubba»                                        | 15 марта 2008         |
| 3  | «Укус Кобуры» «Kobura Strikes»                                                | 22 марта 2008         |
| 4  | «Испытания в Колизее» «Now You Coliseum, Now You Don't»                       | 29 марта 2008         |
| 5  | «Двойные неприятности» «Double Trouble»                                       | 4 апреля 2008         |
| 6  | «Убить взглядом» «If Looks Could Kill»                                        | 11 апреля 2008        |
| 7  | «Вам нужен жир на бёдрах?» «Do You Want Thighs With That?»                    | 25 апреля 2008        |
| 8  | «Кошмары во сне» «In Your Dreams»                                             | 2 мая 2008            |
| 9  | «Говори или навечно задержи дыхание!» «Speak Now or Forever Hold Your Breath» | 9 мая 2008            |
| 10 | «Змея в классе» «Snake in the Class»                                          | 16 мая 2008           |
| 11 | «Выбор его учителя» «His Master's Choice»                                     | 23 мая 2008           |
| 12 | «Рождение куриного отряда» «Chop Socky Whoops»                                | 30 мая 2008           |
| 13 | «Знак Бэнтама» «The Mark of the Bantam»                                       | 6 июня 2008           |
| 14 | «Караоке с зомби» «Karaoke Zombies»                                           | 13 июня 2008          |
| 15 | «Возвращение другой половинки» «Return the Other Cheek»                       | 20 июня 2008          |
| 16 | «Планета Буббы» «Planet of the Bubba»                                         | 27 июня 2008          |
| 17 | «Уровень, забытый временем» «The Level that Time Forgot»                      | 4 июля 2008           |
| 18 | «Драчливые детки» «Bushido Babies»                                            | 11 июля 2008          |
| 19 | «Полёт на Луну» «Appalling 13»                                                | 18 июля 2008          |
| 20 | «Рисковые курята» «Chooks of Hazard»                                          | 25 июля 2008          |
| 21 | «Бои без правил» «Enter the Chickens»                                         | 1 августа 2008        |
| 22 | «Кишащие страсти» «Swarm Welcome»                                             | 8 августа 2008        |
| 23 | «Самое отстойное шоу на земле» «The Lamest Show on Earth»                     | 15 августа 2008       |
| 24 | «Остров испытаний» «Isle Be Seeing You»                                       | 22 августа 2008       |
| 25 | «Тресковый отец» «The Codfather»                                              | 29 августа 2008       |
| 26 | «Сточные приключения» «Down the Drain»                                        | 5 сентября 2008       |